# Live at the Olympia '96
Live at the Olympia '96 dvostruki je uživo album britanskog hard rock sastava Deep Purple, kojeg 1997. godine, objavljuje diskografska kuća 'EMI'.
Materijal je snimljen 17. lipnja 1996. u Parizu, Francuska, tijekom njihove turneje za album Purpendicular, koji je objavljen u veljači 1996. Ovo je jedan od dva Purpleova uživo albuma koji sadrži skladbu "Maybe I'm a Leo", drugi je Deep Purple in Concert.

## Track listing
Sve pjesme su napisali Ian Gillan, Ritchie Blackmore, Roger Glover, Jon Lord i Ian Paice, osim gdje je drugačije naznačeno.

### Disk 1
1. "Fireball" - 5:01
2. "Maybe I'm a Leo" - 5:53
3. "Ted the Mechanic" (Gillan, Steve Morse, Glover, Lord, Paice) - 5:06
4. "Pictures of Home" - 5:58
5. "Black Night" - 7:33
6. "Cascades: I'm Not Your Lover" (Gillan, Morse, Glover, Lord, Paice) - 11:04
7. "Sometimes I Feel Like Screaming" (Gillan, Morse, Glover, Lord, Paice) - 7:24
8. "Woman from Tokyo" - 6:29
9. "No One Came" - 5:53
10. "The Purpendicular Waltz" (Gillan, Morse, Glover, Lord, Paice) - 5:11

### Disk 2
1. "Rosa's Cantina" (Gillan, Morse, Glover, Lord, Paice) - 6:18
2. "Smoke on the Water" - 9:24
3. "When a Blind Man Cries" - 7:17
4. "Speed King" - 11:45
5. "Perfect Strangers" - 6:43
6. "Hey Cisco" (Gillan, Morse, Glover, Lord, Paice) - 7:27
7. "Highway Star" - 8:08

## Personnel

### Sastav
- Ian Gillan - vokal, usna harmonika
- Steve Morse - gitara
- Roger Glover - bas-gitara
- Jon Lord - orgulje, klavijature
- Ian Paice - bubnjevi

### Glazbeni gosti
Sudjeluju na skladbama "Highway Star", "Cascades: I'm Not Your Lover", "No One Came", "The Purpendicular Waltz"
- Vincent Chavagnac - saksofon
- Christian Fourquet - trombon
- Eric Mula - truba

### Produkcija
- Digitalna obrada -            Rory Young
- Projekcija -            Alain Francais
- Miks - Darren Schneider
- Miks i digitalna obrada -           Peter Deneberg
- Snimatelj - De Preference

## Vanjske poveznice
- Discogs.com - Deep Purple - Live at the Olympia '96